# Salgótarján külső vasútállomás
Salgótarján külső vasútállomás egy Nógrád vármegyei vasútállomás Salgótarján településen, a MÁV üzemeltetésében. A belváros déli széle közelében helyezkedik el, közúti elérését a 2307-es útból kiágazó 22 311-es számú mellékút (települési nevén Állomás út) biztosítja.

## Története
1867-ben adták át (akkor még Salgótarján volt a neve). 1945-ben teljesen lebombázták (Addig nem volt felvételi épülete). A háborút csak a vízház vészelte át. 1965-ben átépítették. 1966-ban  a 210-es főút építésekor felszedték a külső vágányokat.

## Vasútvonalak
Az állomást az alábbi vasútvonalak érintik:
- Hatvan–Somoskőújfalu-vasútvonal

## Kapcsolódó állomások
A vasútállomáshoz az alábbi állomások vannak a legközelebb:
- Salgótarján megállóhely (Hatvan–Somoskőújfalu-vasútvonal)
- Zagyvapálfalva vasútállomás (Hatvan–Somoskőújfalu-vasútvonal)

## Forgalom
| Járat        | Útvonal | Gyakoriság   |
| ------------ | --- | ------------ |
| személyvonat | Hatvan – Mátravidéki Erőmű – Lőrinci – Selyp – Apc-Zagyvaszántó – Jobbágyi – Szurdokpüspöki – Pásztó – Mátraszőlős-Hasznos – Tar – Mátraverebély – Nagybátony – Kisterenye – Kisterenye-Bányatelep – Zagyvapálfalva – Salgótarján külső – Salgótarján – Somoskőújfalu | 1-2 óránként |